# Damaris Weber
Damaris Weber (* 7. Februar 2002) ist eine Schweizer Unihockeyspielerin, welche beim Nationalliga-A-Verein UH Red Lions Frauenfeld unter Vertrag steht.

## Karriere
Weber stammt aus dem Nachwuchs der Red Lions Frauenfeld und debütierte während der Saison 2019/20 für die erste Mannschaft.